# 563 Dywizja Grenadierów
563 Dywizja Grenadierów (niem. 563. Grenadier-Division) – jedna z niemieckich dywizji grenadierów. 
Dywizja została sformowana 17 sierpnia 1944 na poligonie Döberitz. We wrześniu przeniesiona drogą morską do Tallinna i dołączona do Grupy Armii Północ. Brała udział w ciężkich walkach o Tartu w Estonii i poniosła ciężkie straty. 9 października 1944 została przekształcona w 563 Dywizję Grenadierów Ludowych.

## Skład
- 1147  pułk grenadierów
- 1148  pułk grenadierów
- 1149  pułk grenadierów
- 1563  pułk artylerii
- jednostki dywizyjne

## Dowódca dywizji
- Generalmajor Ferdinand Brühl